# Ryszard Parulski
Ryszard Władysław Parulski (Varsovia, 9 de marzo de 1938-Varsovia, 10 de enero de 2017) fue un deportista polaco que compitió en esgrima, especialista en las modalidades de florete y espada.
Participó en tres Juegos Olímpicos de Verano entre los años 1960 y 1968, obteniendo dos medallas, plata en Tokio 1964, bronce en México 1968. Ganó diez medallas en el Campeonato Mundial de Esgrima entre los años 1961 y 1969.

## Palmarés internacional
| Juegos Olímpicos   | Juegos Olímpicos          | Juegos Olímpicos  | Juegos Olímpicos    |
| Año                | Lugar                     | Medalla           | Prueba              |
| ------------------ | ------------------------- | ----------------- | ------------------- |
| 1964               | Tokio (Japón)             | Medalla de plata  | Florete por equipos |
| 1968               | Ciudad de México (México) | Medalla de bronce | Florete por equipos |
| Campeonato Mundial |                           |                   |                     |
| Año                | Lugar                     | Medalla           | Prueba              |
| 1961               | Turín (Italia)            | Medalla de oro    | Florete individual  |
| 1961               | Turín (Italia)            | Medalla de bronce | Florete por equipos |
| 1962               | Buenos Aires (Argentina)  | Medalla de bronce | Florete por equipos |
| 1963               | Danzig (Polonia)          | Medalla de oro    | Espada por equipos  |
| 1963               | Danzig (Polonia)          | Medalla de plata  | Florete individual  |
| 1963               | Danzig (Polonia)          | Medalla de plata  | Florete por equipos |
| 1966               | Moscú (URSS)              | Medalla de bronce | Florete por equipos |
| 1967               | Montreal (Canadá)         | Medalla de bronce | Florete por equipos |
| 1969               | La Habana (Cuba)          | Medalla de plata  | Florete por equipos |
| 1969               | La Habana (Cuba)          | Medalla de bronce | Florete individual  |